# Bunloc

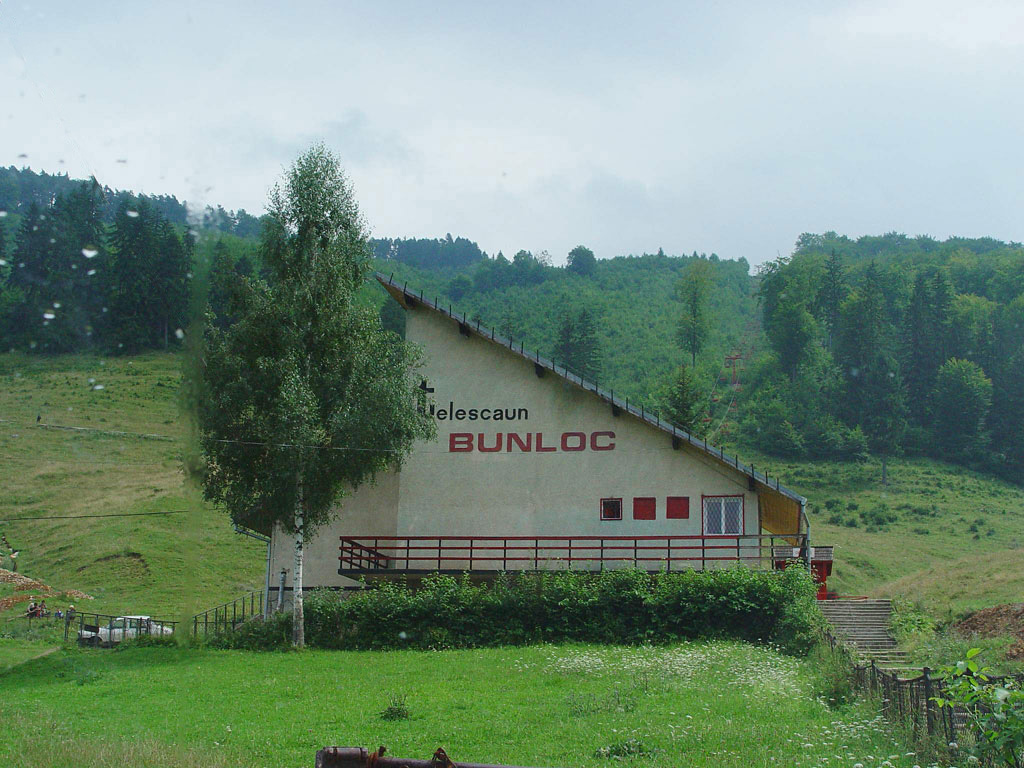
Clădirea de plecare a telescaunului

Bunloc este un deal de lângă municipiul Săcele, la 5 km sud-est de orașul Brașov. Altitudinea maximă este 1.185 metri.

## Asezare arheologică
În martie 2005 s-a descoperit un zid de piatră de 1.8 metri grosime și 1 metru înălțime, în partea superioară a dealului, pe o suprafață de 80 ha.

## Turism
Bunloc este o zona turistică pentru săceleni și brașoveni din cele mai vechi timpuri. În ultimii ani zona a devenit foarte populară pentru amatorii de parapantă și paragliding.

### Telescaun
Pe dealul Bunloc urcă un telescaun. Există o pistă de ski cu o ramificație spre stația intermediară a telescaunului.

### Cabane
- vechea Cabana Bunloc, aflată la circa 1.000 m altitudine, situată pe un plaiul estic cu vedere spre Valea Timișului, care a ars și a fost distrusă de câteva ori, nu mai este refăcută;
- noua Cabana Sava [2][3].

### Trasee
Trasee turistice fac legatura cu muntele Piatra Mare.
- bandă albastră - Timișul de Sus prin Vărful Gâtul Chivei - Orașul Săcele
- triunghi albastru - Cabana Dâmbul Morii prin Valea Pojarelul
- triunghi roșu - Camping Dârste - Valea Gârcinului prin Vârful Bechiș

### Concursuri de ski
Pe Bunloc se organiza anual Cupa de ski Ion Tocitu.

## Urbanizare
Compania ANL a construit un cartier la baza dealului Bunloc între anii 2001-2010. Retrocedări de terenuri au permis construirea unor noi vile chiar la baza pârtiei de ski.

## Access
Accesul se face folosind drumul european E60.